# Крапля (одиниця вимірювання)
Крапля (англ. drop) — одиниця для приблизного вимірювання об'єму рідини, що дозується із піпетки, крапельниці чи іншого пристрою. Вона використовується під час введення пацієнтам ліків у вигляді рідини, у фармакопії для приготування ліків, іноді — для приготування їжі та органічного синтезу.
Крапля як одиниця вимірювання точно не визначена: її розмір залежить від пристрою та технології, що застосовується для її створення, від сили тяжіння, а також густини, сили в'язкості та поверхневого натягу рідини.  

## Визначення

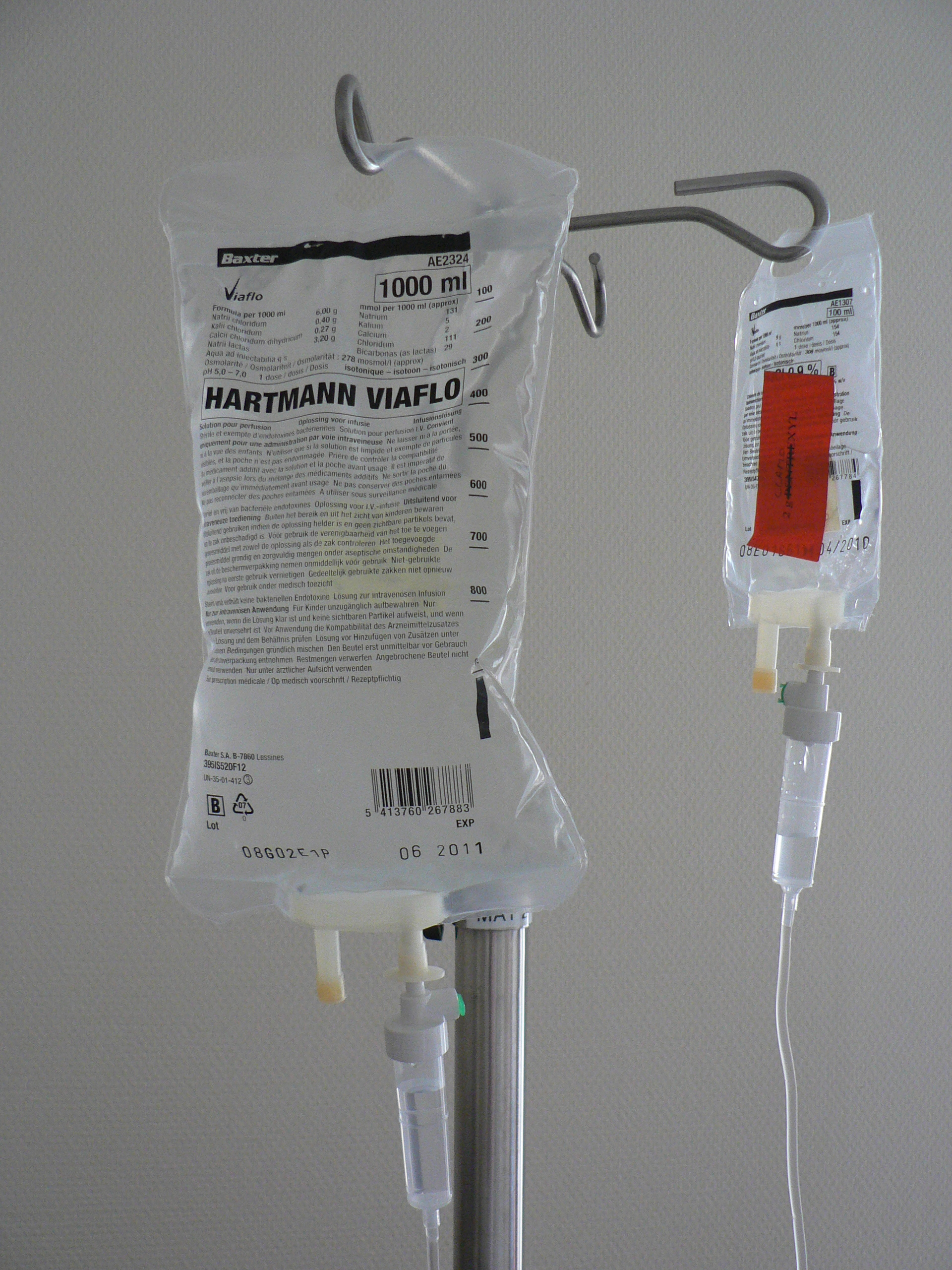
Системи для внутрішньовенозного введення ліків.

Є кілька визначень краплі.  В медицині системи для внутрішньовенозного введення для введення 1 мл ліків в рідкому стані видають 10, 15, 20  або 60 крапель. Мікрокрапельні системи дають 60 крапель на 1 мл, макрокрапельні — 10, 15 або 20 крапель на 1 мл. Використовуються за необхідності повільного внутрішньовенозного введення пацієнту ліків у формі рідини. У крапельній формі також застосовуються ліки для носа, очей чи вух. Розмір краплі в такому разі залежить від дозувального пристрою, який використовується, а кількість крапель, необхідних для введення, зазначається в інструкції до відповідних ліків.
В фармакопії крапельний метод використовується для приготування розчинів, щоб уникнути трудомістких зважувань. Для уніфікації краплі як одиниці вимірювання рекомендується використовувати стандартний краплемір, який є скляною трубкою із зовнішнім діаметром в нижній частині 3 мм і внутрішнім 0,6 мм. При відкрапуванні різних рідин стандартним краплеміром за температури 20 оС виходять стандартні краплі, маса і об'єм яких залежить від типу розчину. Для прикладу, при відкрапуванні 1,0 мл рідини стандартним краплеміром виходить:
- для очищеної води — 20 крапель масою по 50 мг кожна;
- для ефіру медичного — 62 краплі по 11 мг;
- для розчину йоду спиртового 5 %  - 48 крапель по 20 мг;
- для етанолу 95 %  - 62 краплі по 15 мг;
- для олії м'яти перцевої — 47 крапель по 20 мг.

В межах температурного діапазону 15 — 20 оС розмір краплі заведено вважати незмінним.
Стандартний краплемір можна замінити каліброваною піпеткою.  

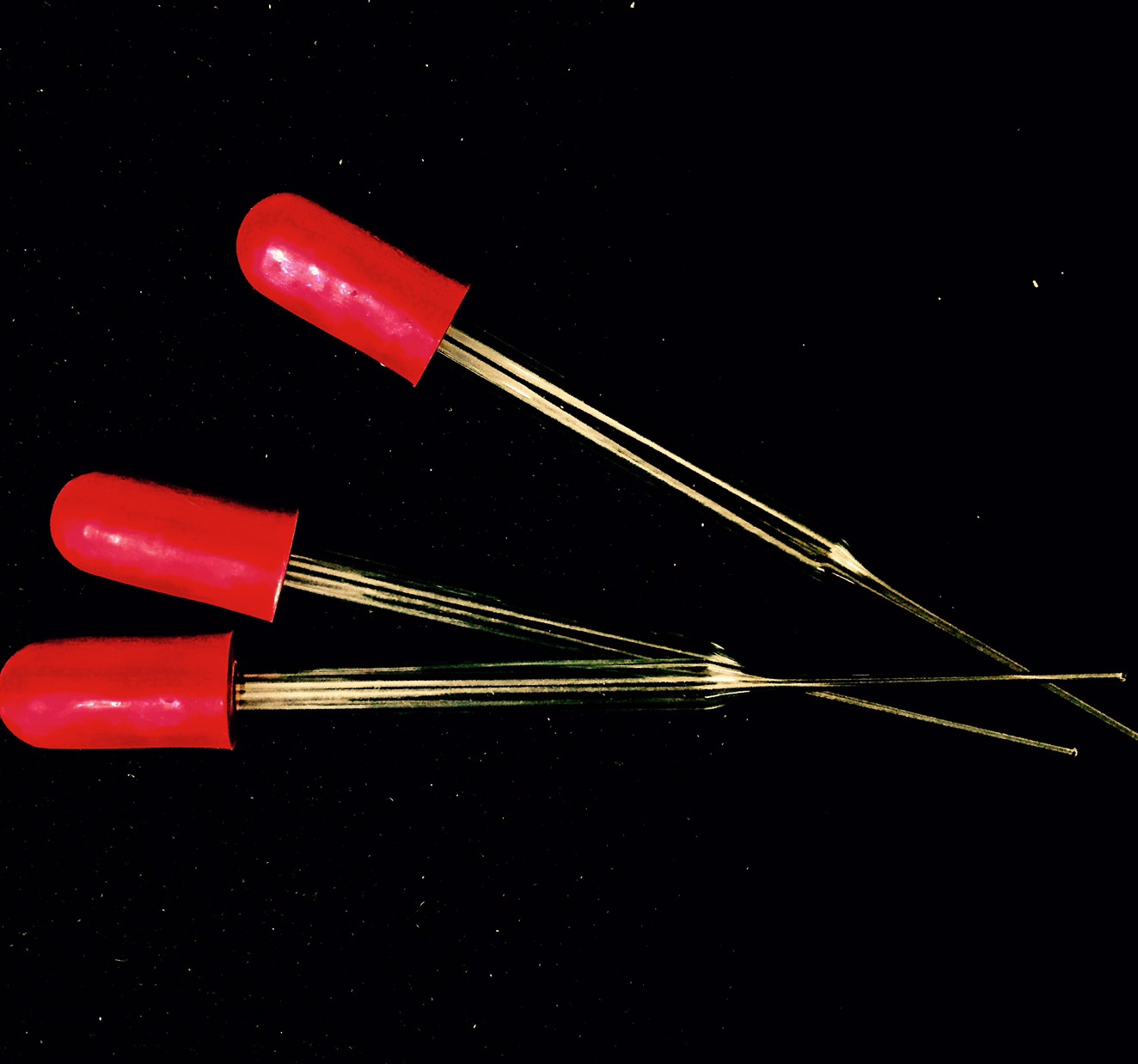
Піпетки Пастера.

В органічному синтезі процедура іноді  вимагає додавання реагенту «краплинами».  При відповідному використанні реагенту, точна кількість якого неважлива, вона зазначається у вигляді кількості крапель, часто зі скляної піпетки, шприца чи крапельної лійки. В такому разі крапля зазвичай вважається рівною 0,05 мл. Ця практика наразі вважається неналежною, хоча раніше була досить поширеною.

## Краплина
Термін «краплина» є зменшеною формою слова «крапля» і зазвичай використовується для рідких часток діаметром менше ніж 500 мікрометрів. При розпиленні краплі зазвичай описують за їхнім видимим розміром (тобто діаметром), тоді як доза (або кількість інфекційних часток у випадку біопестицидів) є функцією їхнього об'єму. Об'єм збільшується за кубічною функцією відносно діаметра; так, краплина діаметром 50 мкм становить дозу в 65 пл, а крапля діаметром 500 мкм становить дозу в 65 нанометрів. 

## Історія
В першому десятилітті XIX століття в фармацевтичній та медичній сферах крапля була прийнята як найменша одиниця аптечної міри об'єму. Відзначалося, що розмір краплі значною мірою залежить від в'язкості, питомої ваги рідини, а також розміру  і форми посудини, із якої вона виливалася.   Був визначений набір процедур для забезпечення точності вимірювання, зокрема, розбавлення сильнодіючих ліків. Крапля була визначена як  1/480 рідкої унції, що приблизно становить 61,6 мкл (США) або 59,2 мкл (Велика Британія).
З того часу як фармацевти перейшли до метричних вимірювань крапля округлилась до 0,05 мл для чистої води (20 крапель на 1  мл).